# Lombard Pápa Termál Futball Club 2007-2008
Questa voce raccoglie le informazioni riguardanti il Lombard Pápa Termál Futball Club nelle competizioni ufficiali della stagione 2007-2008.

## Rosa
| N. |                     | Ruolo | Calciatore            |
| -- | ------------------- | ----- | --------------------- |
| 2  | Zambia (bandiera)   | C     | Misheck Lungu         |
| 3  | Ungheria (bandiera) | D     | Balázs Facskó         |
| 5  | Ungheria (bandiera) | C     | Viktor Buzás          |
| 6  | Brasile (bandiera)  | C     | Eduardo Angeli        |
| 8  | Canada (bandiera)   | C     | Andrew Ornoch         |
| 9  | Ungheria (bandiera) | C     | Balázs Lászka         |
| 10 | Brasile (bandiera)  | A     | Fabio Oliveira Manoel |
| 11 | Brasile (bandiera)  | C     | Roni Ribeiro          |
| 14 | Giappone (bandiera) | A     | Kazuo Homma           |
| 15 | Canada (bandiera)   | A     | Joevannie Peart       |
| 16 | Ungheria (bandiera) | P     | Zoltán Deli           |

| N. |                     | Ruolo | Calciatore     |
| -- | ------------------- | ----- | -------------- |
| 17 | Ungheria (bandiera) | D     | Attila Farkas  |
| 18 | Ungheria (bandiera) | C     | Zoltán Szabó   |
| 21 | Ungheria (bandiera) | D     | Dániel Varga   |
| 24 | Ungheria (bandiera) | D     | Tamás Geri     |
| 25 | Ungheria (bandiera) | D     | Tamás Tóth     |
| 27 | Ungheria (bandiera) | P     | Lajos Szűcs    |
| 33 | Zambia (bandiera)   | D     | Lloyd Mumba    |
| 50 | Ungheria (bandiera) | D     | Zsolt Szálkai  |
| 81 | Ungheria (bandiera) | A     | András Kozarek |
| 85 | Ungheria (bandiera) | C     | Zoltán Ignácz  |